# Antonio Capizzi
Antonio Capizzi (Genova, 7 dicembre 1926 – Roma, 18 novembre 2003) è stato un filosofo e storico italiano.
Dal 1986 fu professore associato di filosofia teoretica all'Università La Sapienza di Roma, succedendo a Guido Calogero nella cattedra che ha sede a Villa Mirafiori.
Capizzi si contraddistinse per l'accurato studio storico e filologico dei presocratici e dei filosofi greci. Contestò radicalmente le ricostruzioni ottocentesche del pensiero occidentale del VI e V secolo a.C., che attribuiscono validità storica alle interpretazioni di Aristotele e alla dossografia dipendente da Teofrasto. A questo scopo collaborò con il circolo urbinate di Bruno Gentili nello sforzo di inserire i sapienti greci nelle tematiche concernenti le città, il pubblico, il committente, l'evoluzione delle strutture sociali, il trapasso dalla tradizione orale alla società della scrittura.

## Biografia
Antonio Capizzi ha vissuto prevalentemente a Roma, formandosi alla scuola di Pantaleo Carabellese. Ben presto entrò nei circoli degli studenti e degli studiosi che gravitavano intorno ai filosofi Ugo Spirito e Guido Calogero. Giovane professore di storia e filosofia nei licei classici prima di Frosinone e poi di Roma, negli anni quaranta fu libero docente di storia della filosofia, di storia della filosofia antica e di filosofia teoretica presso l'Università La Sapienza di Roma, evidenziandosi, fin dagli esordi, per l'originalità delle vedute e la radicalità del temperamento. 
Coltivò due interessi paralleli. 
Uno, da storico, per la sapienza greca arcaica, che lo portò a contestare la narrazione dei presocratici fatta da Aristotele. Questi, secondo Capizzi, scrisse «per esigenze di insegnamento del proprio pensiero» nell'ambito del Liceo, e non con lo scopo di ricostruire quanto realmente accaduto. Dopo di lui, per «un colossale equivoco», Teofrasto, i grammatici alessandrini, Georg Wilhelm Friedrich Hegel, Eduard Zeller, Theodor Gomperz e John Burnet protrassero «una sistematica falsificazione». 
Capizzi riprese, per contro, la lezione di Hermann Diels, Karl Reinhardt, Harold Cherniss, John Baptist Mc Diarmid e Geoffrey Kirk, i quali dimostrarono che Aristotele ha avuto solo interessi speculativi: per Capizzi, Aristotele, come tutti i filosofi, «ha parlato sempre e soltanto del suo tempo, della cultura del suo tempo, dei problemi del suo tempo». Approfondendo gli studi di Guido Calogero sul prelogismo, di Marcel Detienne sul mito antropomorfico, di Eric Havelock sulla diffusione orale del pensiero e di Giorgio Colli sulla sapienza prefilosofica, Capizzi fu il primo storico di formazione filosofica a scoprire l'importanza della dimensione politica negli enigmatici frammenti dei sapienti presocratici. Egli ritenne che, ogni volta che si studiano autori pre-periclei, occorra «privilegiare il rapporto tra ogni singolo autore e la sua singola città». 
L'altro interesse, preminentemente teoretico, si svolse sui temi dell'attualismo del pensiero di Giovanni Gentile, che Capizzi tentò di superare liberandolo dal presupposto interioristico e cogitativistico e proponendo di passare dal pensiero alla comunicazione, in particolare a quella comunicazione protesa verso una risposta futura che è il dialogo. Intransigente oppositore dei pensieri assoluti, nella sua opera di maggior rilievo filosofico, pubblicata dopo uno studio durato 35 anni, Capizzi distinse la filosofia in "comica" e "tragica". «Per "filosofia comica" - scrisse - intendo quella che presuppone una struttura unitaria a priori della realtà, che pertanto analizza cose come l'"essere", l'"uomo", la "conoscenza", la "ragione", che ignora i modi di essere delle singole società, i tipi di uomo, i modi di conoscere legati ai modi di vivere, le ragioni dei singoli gruppi esistenti in vari luoghi e in vari momenti".» L'altra filosofia, ampiamente minoritaria e controcorrente, è quella che presuppone la pluralità delle culture, dei costumi, dei pensieri, e che, avendo a che fare, nei vari momenti storici, con incontri e scontri di alcune culture, alcuni costumi e alcuni pensieri, entra nell'età adulta del dilemma tragico, della scelta tra due opzioni contrarie le quali, in assoluto, non rappresentano il bene o il male, ma ciascuna il bene in un determinato sentire che spesso coincide con il male di un sentire opposto.

## Opere principali
- Protagora. Le testimonianze e i frammenti, 1955
- La difesa del libero arbitrio da Erasmo a Kant, 1963
- Per un attualismo del dialogo, 1965
- Dall'ateismo all'umanismo. Correnti incredule del dopoguerra e loro prospettive dialogiche, 1967
- Socrate e i personaggi filosofi di Platone. Uno studio sulle strutture della testimonianza platonica e un'edizione delle testimonianze contenute nei dialoghi, Roma, 1970
- Impegno e disponibilità. La doppia morale degli intellettuali di oggi, 1971
- I Presocratici. Antologia di testi, Firenze, La Nuova Italia, 1972, ISBN 88-221-0263-0
- Introduzione a Parmenide, Roma-Bari, Laterza, 1975
- La porta di Parmenide. Due saggi per una nuova lettura del poema, 1975
- I Sofisti. Antologia di testi, Firenze, La Nuova Italia, 1976
- Sinfonia patriarcale. Storia antologica del pensiero maschile sulla donna, Roma, Savelli editore, 1976, scritto con Viola Angelini
- Alle radici ideologiche dei fascismi. Il mito della libertà individuale da Constant a Hitler, Roma, Savelli, 1977
- Socrate. Antologia di testi, Firenze, La Nuova Italia, 1977
- Eraclito e la sua leggenda. Proposta di una diversa lettura dei frammenti, 1979
- La repubblica cosmica. Appunti per una storia non peripatetica della nascita della filosofia in Grecia, Roma, Edizioni dell'Ateneo, 1982
- Platone e il suo tempo, Roma, Edizioni dell'Ateneo, 1984
- Forme del sapere nei presocratici, Roma, Edizioni dell'Ateneo, 1987, scritto con Giovanni Casertano
- L'uomo a due anime. Dall'infanzia mimica, dalla comicità adolescenziale, al tragico come scelta adulta, Firenze, La Nuova Italia, 1988
- Il tragico in filosofia, Roma, Edizioni dell'Ateneo, 1988
- I sofisti ad Atene. L'uscita retorica dal dilemma tragico, Bari, Levante Editori, 1990
- Paradigma, mito, scienza. Studi sul pensiero greco, Gruppo editoriale internazionale, 1995
- Platone nel suo tempo. L'infanzia della filosofia e i suoi pedagoghi, 1997

## Articoli
- "Anima e corpo nel XIII secolo", in Giornale critico della filosofia italiana, fasc. 1-2, Firenze, Sansoni, 1951
- "Recenti studi sull'Eleatismo", in Rassegna di filosofia, 1955
- "Il 'mito di Protagora' e la polemica sulla democrazia, "La cultura", 8, 1970
- "A proposito di Parmenide e di Socrate demistificati", in Rivista critica di storia della filosofia, 32, 1977
- "Appunti di un demistificatore", in Rivista critica di Storia della Filosofia, 32, 1977
- "I presocratici furono filosofi? Il circolo di Pericle e le origini dello specifico filosofico", in Giornale critico della filosofia italiana 1978
- "Tracce di una polemica sulla scrittura in Eraclito e Parmenide", in Giornale critico della filosofia italiana 1979
- "Cerchie e polemiche filosofiche del V secolo", in Storia e civiltà dei Greci, vol. III, Milano, 1979
- "Eliadi Meleagridi Pandionidi. Osservazioni sulla metafora mitica in Parmenide", in Quaderni Urbinati di Cultura Classica, N. S. 3, 1979
- "Eraclito e Parmenide, un tipico luogo comune", in Il Contributo, luglio-agosto 1979
- "A proposito di un recente libro su Parmenide", in Quaderni Urbinati di Cultura Classica, 33, 1980
- "Eschilo e Parmenide", in Quaderni Urbinati di Cultura Classica, N. S. 10, 1982
- "Oysia-physis, eimi-phyo, sum-fui. I due concetti di essere del pensiero antico", in "Discorsi" 3, 1983
- "Mente elevata e mente profonda" in AA.VV., Il Sublime: contributi per la storia di un'idea. Studi in onore di Giuseppe Martano, Napoli, 1983
- "Opsis akoé. The sources of the problem of sensations in Parmenides", in Museum Philologicum Londiniense, 6, 1984
- "Un modo alternativo di studiare filosofia antica", in Quaderni Urbinati di Cultura Classica, 21, 1985
- "Trasposizione del lessico omerico in Parmenide ed Empedocle", in Quaderni Urbinati di Cultura Classica, 54, 1987
- "Quattro ipotesi eleatiche", in La Parola del Passato, 43, 1988
- "Di Pitodoro, di Omar, di Don Ferrante e anche degli aristotelici attuali", in "Il contributo", 12, 2, 1988, pagg. 69 e segg.
- "Introduzione", in Platone, Protagora, Firenze, La Nuova Italia, 1991, pagg. VII-XXIV

## Curiosità
- Il 31 marzo 1977 partecipa con una delegazione di professori ad un'assemblea indetta dagli studenti della Facoltà di Lettere dell'Università La Sapienza. La discussione si fa animata soprattutto con Rosario Romeo, professore di Storia Moderna, che prima accusa Capizzi di fiancheggiare gli "squadristi rossi" e poi lo schiaffeggia. Gli Indiani metropolitani rincorrono Romeo al grido di "Compagno Capizzi, te lo giuriamo, ogni Romeo preso te lo schiaffeggiamo".[5].